# Comuna Corbu, Harghita
Corbu (în maghiară: Holló) este o comună în județul Harghita, Transilvania, România, formată din satele Capu Corbului și Corbu (reședința).

## Așezare
Este localizată între Munții Bistriței (Muntele Comarnicului) și Munții Giurgeului (subgrupa Munților Borsecului) și este așezată pe valea râului Bistricioara, afluent al Bistriței. Înspre sud de Capu Corbului se înalță creasta Corbu (1173 m) și la sud de Corbu - Muntele Corhan, iar înspre nord Vârful Bâtca Arsurilor (1385 m).
Se învecinează direct cu Comuna Tulgheș spre sud-est și Orașul Borsec la vest precum și Bilbor spre nord-est.
Rețeau hidrografică este formată de Râul Bistricioara cu afluenții acesteia: dispre vest Vinul Mare, dinspre nord pârâul Savului, Argintăria Satului și Barasău, dinspre sud pârâul Corbu.

## Demografie
Componența etnică a comunei Corbu
     Români (79,49%)
     Maghiari (8,81%)
     Romi (5,77%)
     Alte etnii (0%)
     Necunoscută (5,93%)
Componența confesională a comunei Corbu
     Ortodocși (84,63%)
     Romano-catolici (8,27%)
     Alte religii (1,01%)
     Necunoscută (6,08%)
Conform recensământului efectuat în 2021, populația comunei Corbu se ridică la 1.282 de locuitori, în scădere față de recensământul anterior din 2011, când fuseseră înregistrați 1.520 de locuitori. Majoritatea locuitorilor sunt români (79,49%), cu minorități de maghiari (8,81%) și romi (5,77%), iar pentru 5,93% nu se cunoaște apartenența etnică. Din punct de vedere confesional, majoritatea locuitorilor sunt ortodocși (84,63%), cu o minoritate de romano-catolici (8,27%), iar pentru 6,08% nu se cunoaște apartenența confesională.

## Politică și administrație
Comuna Corbu este administrată de un primar și un consiliu local compus din 9 consilieri. Primarul, Romeo Țepeș-Focșa[*], de la Partidul Social Democrat, este în funcție din 2016. Începând cu alegerile locale din 2024, consiliul local are următoarea componență pe partide politice:
|  | Partid                    | Consilieri | Componența Consiliului | Componența Consiliului | Componența Consiliului | Componența Consiliului | Componența Consiliului | Componența Consiliului |
|  | ------------------------- | ---------- | ---------------------- | ---------------------- | ---------------------- | ---------------------- | ---------------------- | ---------------------- |
|  | Partidul Social Democrat  | 6          |                        |                        |                        |                        |                        |                        |
|  | Partidul Național Liberal | 3          |                        |                        |                        |                        |                        |                        |

## Organizare administrativă
Are în componență satele: Corbu (reședință) și Capu Corbului (Hollósarka).

## Căi de comunicație
Corbu și Capu Corbului sunt situate pe DN15, care leagă Toplița de Târgu Mureș și Bacău.
De-a lungul DJ174B care este un drum forestier lung de 18 km nemodernizat, se poate ajunge la Bilbor.

## Activități economice
Principalele ocupații ale locuitorilor sunt:
- prelucrarea primară a lemnului, comerțul
- creșterea animalelor (pășunile și fânețele o favorizează)
- cultivarea pământului (o proporție mică de terenuri este formată din suprafețe arabile)
- piscicultura (în Corbu funcționează 6 păstrăvării)
- apicultura

Există o microhidrocentrală pe Valea Corbului.

## Servicii sociale
Localitatea este:
- Electrificată
- Racordată la o rețea de canalizare care deservește centrul comunal.
- Dotată cu un Inspectorat pentru Servicii de Urgență [8]

De asemenea, locuitorii au acces la servicii de telefonie fixă (prin fibră optică) și mobilă și la televiziune prin cablu.
Există
- 2 școli generale cu clasele 1-8 și 1 un Liceu
- Cabinet Medical deservit de 1 Medic de Familie.

## Clima
Climatul în zona este de tip montan, răcoros, cu media termică anuală de 4 grade Celsius cu precipitații bogate, de aprox. 800 mm anual.

## Istoric
Cândva comuna aparținea de Tulgheș.
În anul 1837 în hotarul satului se afla o mină de plumb.

## Repere turistice
În jurul comunei se găsesc:
- Pietrele Bâtca;
- Poiana cu Narcise - pentru care se fac demersuri în vederea declarării statutului de rezervație[9];
- 5 izvoare de apă minerală.
- Tunelele construite de Imperiul Austro-Ungar ;

În comună se mai află:
- Cimitirul Eroilor Români din Primul Război Mondial (amplasat în curtea bisericii ortodoxe din Capu Corbului, conține 40 de morminte individuale)
- Monumentul Eroilor Români din Primul Război Mondial (un obelisc înălțat în anul 1930 în curtea bisericii din Corbu) Pe latura frontală a monumentului sunt înscrise numele a 60 de militari căzuți la datorie și regimentele din care au făcut parte.

## Oportunități turistice de vecinătate
- Stațiunea Borsec - Complexul carstic Scaunul Rotund , carierele de travertin , izvoarele minerale, pîrtiile de schi
- Depresiunea Bilbor: Mlaștina cu borviz (Pârâul Dobreanu), Rezervația de mesteacăn pitic (Betula nana) de pe Pîrîul Rușilor, Biserica de lemn din Bilbor "Sf. Nicolae" (1790), Drumul Rușilor
- Tulgheș: Bisericuța de lemn (1790) – unde se afla si „Cimitirul eroilor din primul razboi mondial”; Rezervația Pietrele Roșii (1215 m) - delataplanorism, ascensiuni,belvedere; Piatra Runcului (1425 m); Platoul Comarnicului; Rezervația de stejar
- Muntele Comarnicului [10]
- Traseul alternativă de legătură spre traseul vestic de creastă din Masivul Budacu al Munților Bistriței (Drumul Ieșenilor) cu marcaj triunghi roșu: Pornește din satul Capu Corbului - Valea Bistricioara - Valea Seacă - Valea Runculeț - Șeaua Prisloapa și mai departe merge de la Șeaua Prisloapa - culmea Muntelui Stârca - cabana-refugiu Dârda (1564 m) - Vârful Grințieș.[11]
- Munții Borsecului
- Depresiunea și Munții Giurgeului (arie de protecție specială avifaunistică)

## Despre oameni și locuri

### Personalități locale
- Valer Dorneanu - jurist și om politic, președinte al Camerei Deputaților in perioada 15 decembrie 2000-decembrie 2004.[12]

### Studii, monografii
- Componenta nordică a ulucului depresionar din Grupa Centrală a Carpaților Orientali (Drăgoiasa-Glodu-Bilbor-Secu-Borsec-Corbu-Tulgheș); Teză de doctorat Tofan, G. B; Ed. Presa Universitară Clujeană, Cluj-Napoca, 2013